# Michel-Édouard Méthot
Pour les articles homonymes, voir Méthot.
Michel Édouard Méthot (28 juillet 1826 - 6 février 1892) fut prêtre, professeur et recteur de l'Université Laval à trois reprises.
Il est ordonné prêtre au séminaire de Québec le 30 septembre 1849. Il y exerce les fonctions de  professeur de rhétorique, préfet des études et directeur des ecclésiastiques. Son rectorat à l'Université Laval se déroule en trois périodes (1866-1869, 1880-1883, 1886-1887). Il a aussi occupé la charge de vice-rectorat de la succursale de l'Université Laval à Montréal (1878-1880).